# Coaș
Coaș je obec v župě Maramureš v Rumunsku. Žije zde přibližně 1 300 obyvatel. Součástí obce je i ves Întrerâuri.

## Části obce
- Coaș – 1 276 obyvatel
- Întrerâuri – 66 obyvatel